# The Fan (1981)
The Fan (bra: O Fã – Obsessão Cega) é um filme estadunidense de 1981, dos gêneros suspense e drama, dirigido por Ed Bianchi, com roteiro de Priscilla Chapman e John Hartwell baseado no romance The Fan, de Bob Handall, e trilha sonora de Pino Donaggio.

## Sinopse
O vendedor Douglas Breen envia dezenas de cartas à atriz de teatro Sally Ross, que as ignora. Isso aumenta obsessão de Douglas pela atriz e passa a perseguir os amigos dela para, aos poucos, aproximar-se de seu ídolo.

## Elenco principal
- Michael Biehn.... (Douglas Breen)
- Lauren Bacall.... (Sally Ross)
- James Garner.... (Jake Berman)
- Maureen Stapleton.... (Belle Goldman)
- Hector Elizondo.... (Inspetor de polícia Raphael Andrews)